# Odin

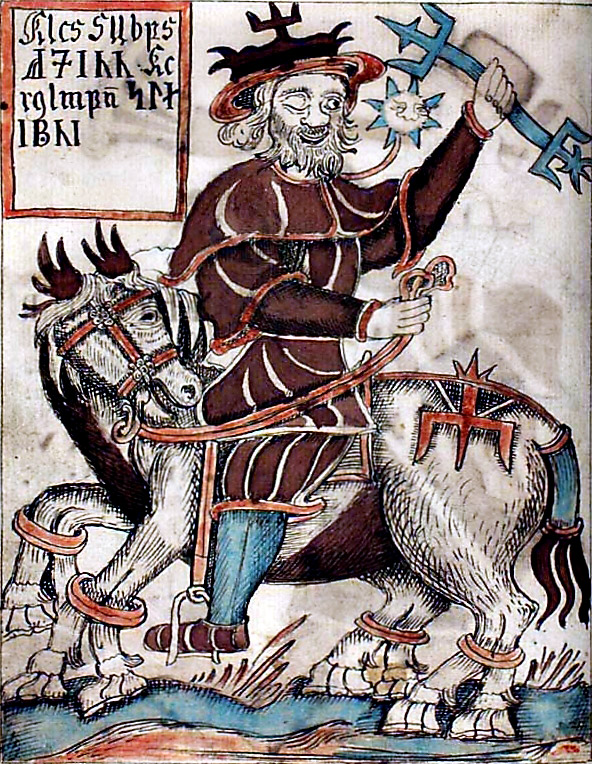
Abbildung des einäugigen Odin auf Sleipnir mit doppeltem Dreizack aus der isländischen Eddahandschrift NKS 1867 4to von Ólafur Brynjúlfsson aus dem Jahr 1760

Odin oder Wodan (jüngeres Futhark: ᚢᚦᛁᚾ, südgermanisch Wōdan, altisländisch Óðinn, altenglisch Wōden, altsächsisch Uuoden, altbairisch: Wûtan, altniederländisch Wuodan, althochdeutsch Wuotan, langobardisch Godan oder Guodan, gemeingermanisch *Wôðanaz) ist der Hauptgott in der nordischen und kontinentalgermanischen Mythologie. In der eddischen Dichtung fungiert er als Göttervater, Kriegs- und Totengott, als ein Gott der Dichtung und Runen, der Magie und Ekstase mit deutlich schamanischen Zügen.

## Etymologie
Je nach Kontext sind im Deutschen sowohl die nordgermanische Namensform Odin als auch die südgermanischen Formen Wodan oder, in neuhochdeutscher Lautung, Wotan üblich. Der älteste schriftliche Nachweis des Namens ist eine Runeninschrift auf einer Bügelfibel von Nordendorf aus dem sechsten Jahrhundert n. Chr., die neben anderen Namen Wodan nennt. Die zweite Silbe wurde im Nordseegermanischen zu -en oder -in umgebildet (angelsächsisch Wōden). In den nordgermanischen Sprachen fiel zudem das anlautende W- (wie stets vor o und u) aus. Der früheste Beleg für den Götternamen Odin aus der Zeit um 725 n. Chr. fand sich in der Form uþin auf einem mit Runen beritzten Schädelfragment.
Beide Namensvarianten gehen auf eine westliche Dehnform zur indogermanischen Wurzel *wat „anblasen, anfachen, inspirieren“, nach anderen *u̯ā̌t-, *u̯ōt- „geistig angeregt sein“ oder *weh₂t- „wütend, erregt, inspiriert“, zurück, die auch das altindische ápivátati „bläst an, inspiriert“, das lateinische vatēs „Seher, Dichter, Wahrsager“ und altirisch fāith „Seher, Prophet“ hervorgebracht hat. Die rekonstruierte protogermanische Urform des Götternamens lautet *Wōdanaz. Das althochdeutsche und mittelhochdeutsche wuot „heftige Bewegung, heftige Gemütserregung, Raserei“ und neuhochdeutsch Wut „rasender Zorn“, und niederländisch woede „Wut, Raserei“ lassen sich über gemeingermanisch *wōdaz „besessen, erregt“ (direkt daraus noch gotisch wods „wütend, besessen“ und altenglisch wōd „wahnsinnig, wütend, rasend“) ebenfalls auf diese indogermanische Wurzel zurückführen. Auf parallele Ableitungen derselben Wurzel gehen außerdem altenglisch wōþ „Ton, Stimme, Dichtung, Gesang“ und altnordisch óðr „Erregtheit, Dichtung, Dichtkunst“ zurück, die weitere Charakteristika des germanischen Gottes (seine Verbindung mit Dichtung, Gesang und Magie) beleuchten. Die mit dem Gott Wodan verknüpfte seelische Erregung kann sich ebenso auf die poetische Dichtung beziehen wie auf die Magie und deren mögliche Anwendung im Krieg oder auf die jähzornartige Wut der Berserker. Schon Adam von Bremen fasste in seiner Beschreibung des Tempels von Uppsala in seinen aus dem elften Jahrhundert stammenden Gesta Hammaburgensis ecclesiae pontificum das Wesen des Gottes in diesem Sinne zusammen: „Wuodan id est furor“ („Wodan, das heißt Wut“).
Mit der Zweiten Lautverschiebung wurde aus dem südgermanischen Wodan althochdeutsch Wuotan und langobardisch Wotan bzw. in romanischer Schreibweise G(u)odan. In der Neuzeit, vor allem im Zuge der Romantik, wurde der Name im Deutschen wieder aufgenommen. Richard Wagner verwendete zunächst die westgermanische Lautform Wodan (so im II. Akt des Lohengrin), ab etwa 1860 entschied er sich jedoch für die zwischen Wodan und Wuotan vermittelnde Schreibweise Wotan. Diese Namensform, die im Frühmittelalter nur im Langobardischen einmal belegt ist, wurde durch den Einfluss seiner Opern zur gebräuchlichen Schreibweise des südgermanischen Namens.
Der Name des Mittwochs nimmt in anderen germanischen Sprachen in Anlehnung an das römische Vorbild dies Mercurii „Tag des Mercurius“, auf Wodan Bezug (vgl. Interpretatio Romana). Der „Wodanstag“ oder auch „Odinstag“ wurde im Niederländischen zum Woensdag, im Englischen zum Wednesday, im Friesischen zum Wernsdey, im Dänischen und Schwedischen zum onsdag. Die Entlehnung hängt mit der Übernahme der römischen Siebentage-Woche durch die kontinentalen Germanen des zweiten bis dritten Jahrhunderts zusammen.

## Darstellung

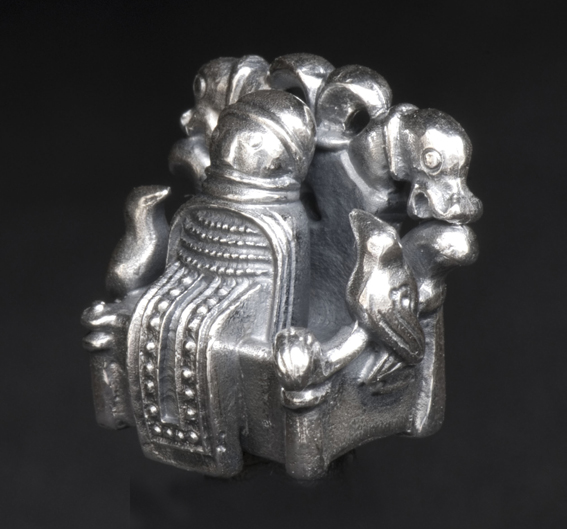
Odin auf einem Thron sitzend, um 900 n. Chr., Fund aus Gammel Lejre, Dänemark (Wikingerschiffsmuseum Roskilde)

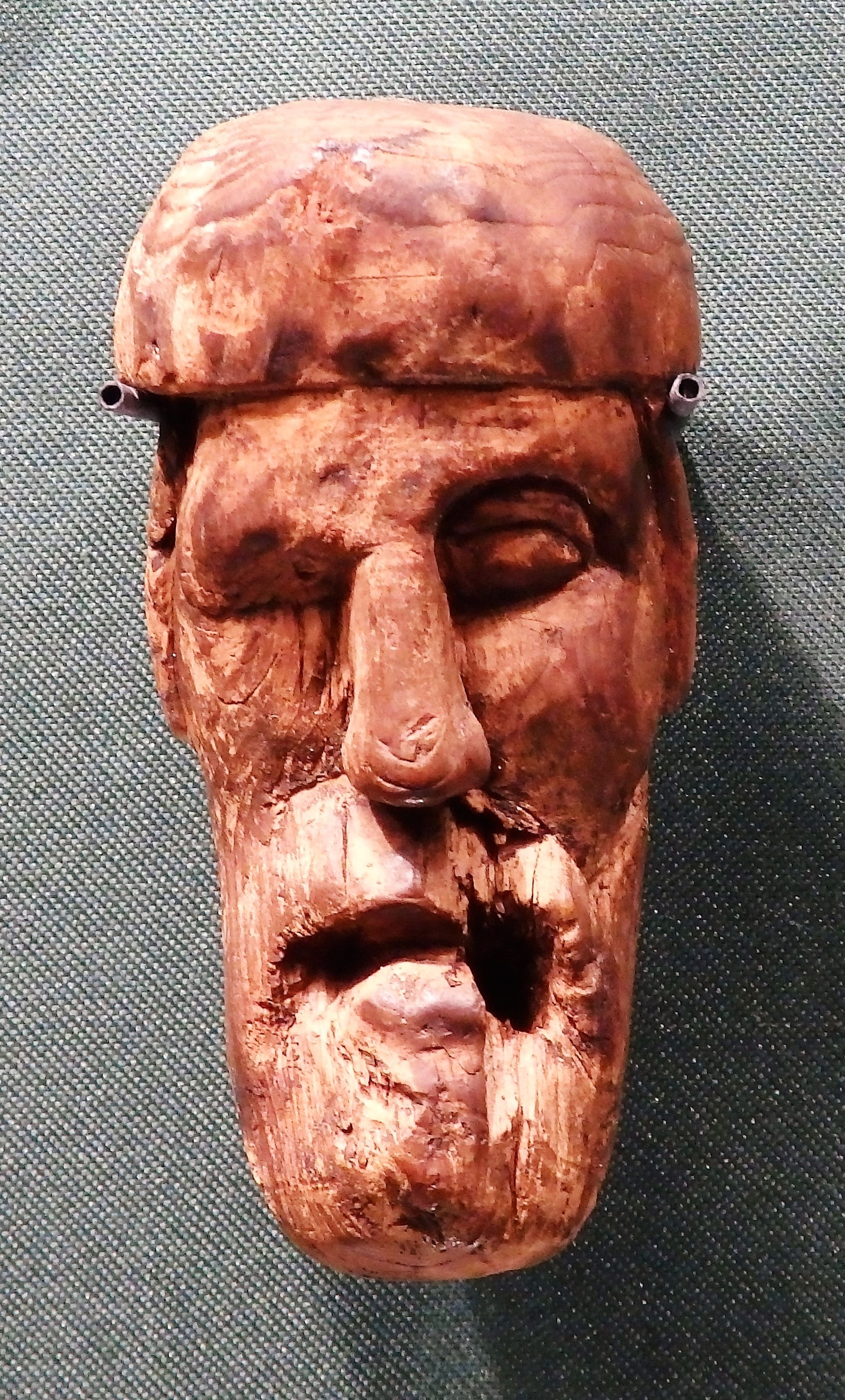
Hölzerner Odinskopf aus Gamlebyen, 12. oder 13. Jahrhundert n. Chr. (Kulturhistorisk Museum, Oslo)

Odin wird häufig als göttlicher Reiter auf seinem achtbeinigen Ross Sleipnir dargestellt. Charakteristisch ist daneben seine Einäugigkeit, die in einer Sage dahingehend erläutert wird, dass er Mimir ein Auge als Pfand überließ, um in die Zukunft sehen zu können.
2009 wurde bei Ausgrabungen in Gammel Lejre in Dänemark eine 1,75 cm hohe und 1,98 cm breite vergoldete Figur aus Silber gefunden. Das Museum Roskilde datiert den einzigartigen Fund auf 900–1000 n. Chr. Es handelt sich dabei um eine Darstellung von Odin und seinem magischen Thron Hlidskialf mit den Raben Hugin und Munin. Der Thron befähigt Odin, alle neun Welten zu sehen. Odin trägt einen Umhang, einen Schmuck um Hals und Brust, bei dem es sich möglicherweise um den Goldring Draupnir handelt. Die Rückenlehne ist mit zwei Köpfen verziert, die als Odins Wölfe Geri und Freki interpretiert werden. Dass das linke Auge auf manchen Abbildungen schlecht zu sehen ist, verweist hier jedoch nicht auf das Auge, das Odin opferte, um Weisheit zu erlangen. Die linke Gesichtshälfte wurde nur nachträglich etwas blanker geschliffen. Kleine Throne wurden auch bei anderen archäologischen Ausgrabungen gefunden, darunter auch in Haithabu. Jedoch fehlt auf diesen eine Person. Der Fund in Gammel Lejre ist die älteste bekannte Darstellung von Odin und seinem magischen Thron Hlidskialf.

## Interpretation

### Metaphysisch
Die drei Figuren Hárr (Hoch), Jafnhárr (Gleichhoch) und Þriði (Dritter) in Snorris Prosa Edda, deren Rollen in der nominellen Erzählung rein didaktischer Natur sind, könnten Odin, Vili und Vé sein, aber es ist genauso wahrscheinlich, dass sie unter drei verschiedenen Formen Odin sind, da alle drei Namen in altnordischer Dichtung an anderer Stelle auf Odin angewandt werden, und er sich bei der ersten Offenbarung an die Menschen als Odin, Vili und Vé vorstellte. Dies würde auf die Dreifaltigkeit Odins hindeuten.
Die erste Form Odins bzw. Wotans ist laut dem Schweizer Begründer der Psychoanalyse Carl Gustav Jung der Archetyp des „Rastlosen Wanderers.“ Dieser Wanderer existiert immer noch als Mensch, und deshalb kann jeder Mensch Odin in seiner ersten, physischen Form sein. Wir existieren als Menschen am offensichtlichsten und gröbsten auf der physischen Ebene.
Die zweite Form Odins ist der Geist. Die Gleichhohe Ebene ist körperlos, was hier auf die Lebenskraft, die Inspiration hinter Kunst und Poesie hinweist. Die Namen von Odin werden oft mit „Wut“, „Geist“, „Ekstase“ übersetzt. Ekstase wird aus dem Griechischen übersetzt in „außerhalb seiner selbst stehen“. Als solche beginnen wir zu erkennen, dass unser Bewusstsein uns zu mehr als nur einer biologischen Maschine macht, zu mehr als nur ultrahoch entwickelten Affen. Die Gleichhohe Ebene drückt ihre Natur sowohl durch inspirierte Raserei (Kampf, künstlerisches Schaffen) als auch durch die integrierende Erfahrung wahrer Meditation aus. Das Wort „Gleich“ in „Gleichhoch“ zeigt an, dass diese beiden Ebenen gleichberechtigt sind. Die Gleichhohe Geistige Ebene inspiriert das physische Gefäß des Menschen, über seine Grundbedürfnisse hinauszugehen.
Die dritte Ebene von Odin ist die höchste, der oberste, der König der Götter. Hier finden wir die transzendentale Ebene, die Quelle und Ursache allen Lebens. Es gibt nichts, in das sie sich weiter aufspaltet, sie ist nicht weiter reduzierbar. In dieser Ebene finden wir die Polaritäten des Lebens hochgezogen, welche sich im Transzendentalen treffen, absorbieren in ihm und werden gleichzeitig von ihm geschaffen. Totales Sein und totale Leere, (sanskrit bodhi). Die metaphorische Idee des Gottes Odin mit drei verschiedenen Seinszuständen – Hoch, Ebensohoch und Dritter – deutet auf ein Dreieck hin. Jene dreifache Form spiegelt unter anderem die christliche Dreifaltigkeit wider. Dreifaltige Götter sind auch in den alten keltischen Überlieferungen im Überfluss vorhanden.

## Herkunft
Als früheste Nachweise der germanischen Gottesvorstellung wurden Felsbilder in Skandinavien gedeutet, die übermannsgroße Figuren in phallischer Pose und mit einem Speer bewaffnet zeigen. Diese Deutungen sind aber umstritten und beruhen auf den spätheidnisch-skandinavischen schriftlichen sowie bildhaften Darstellungen Odins als einer mit einem Speer attributierten Gottheit neben Thor mit seinem Hammer und Tyr als Schwertgott.
Tacitus benennt im neunten Kapitel seiner ethnographischen Abhandlung, der landläufig verkürzt betitelten Germania, den ihm übermittelten Abriss zu den religiösen Verhältnissen der Germanen. In der Eröffnung zitiert er wörtlich Caesar nach dessen Gallischem Krieg. Tacitus führt als höchste verehrte Gottheit in römischer Interpretation den Mercurius an. Aus der weiteren Benennung der zwei weiteren Hauptgottheiten Hercules und Mars für Donar/Thor und Tiwas/Tyr wird für Mercurius Wodan/Odin erschlossen. Die Einführung des Tacitus ist jedoch wohl nicht ganz deckungsgleich mit den vermuteten tatsächlichen Verhältnissen. Auch die problembehaftete Identifizierung des Hercules mit Donar/Thor zeigt, dass eine differenzierte Wertung zwingend ist.
In den ersten nachchristlichen Jahrhunderten wurde Wodan in der Germania inferior durch Weihesteine geehrt, die in der Regel von Germanen gestiftet wurden, die in römischen Militär- oder Staatsdiensten standen. Die Steine tragen Inschriften, die den Namen des Mercurius mit germanischen Begrifflichkeiten paaren, seien es Bezüge zu Örtlichkeiten, zu einzelnen Stämmen oder Namensformen mit anderen Bezügen. Beispielhafte Inschriften sind Mercurius Cimbrianus „Wodan der Kimbern“' und Mercurius Leudisius „Wodan von Lüttich“. Besonders der Neufund des Weihesteins des Mercurius Hranno wird mit dem mittelalterlichen literarischen Beleg eines Odinsbeinamens in Verbindung gebracht.
Die Deutungen der Felsbilder führten neben anderen Aspekten in der Forschung zu einer ungeklärten Streitfrage. Auf der einen Seite steht die in Anlehnung an Georges Dumézil und andere vertretene These, dass Wodan/Odin eine gesamtgermanische Götterfigur aus indogermanischer Zeit sei. Auf der anderen Seite steht die These der allmählichen Wanderung des Wodan-Kults, der sich vor der Zeitenwende im niederrheinisch-nordwestdeutschen Raum und den Niederlanden entwickelt und von dort ausgebreitet habe und dabei den alten Hoch- und Himmelsgott Tiwaz aus dessen Stellung verdrängte. Dieser Prozess müsse dann im Kontext der Auseinandersetzungen mit dem Römischen Reich sowie der Veränderung innergermanischer Verhältnisse gesehen werden. So gibt es in den Niederlanden, ehemaliges Hauptsiedlungsgebiet der im Frühmittelalter dominanten Franken, bestimmte Orte die auf den Namen Odins zurückgehen (Woensel, Woensdrecht und Woensberg) und könnten in der niederländischen Sinterklaastradition auffallende altgermanische Merkmale des Odinskultus erkannt werden. Schriftzeugnisse im kontinental-germanischen Bereich sind spärlich, hauptsächlicher Nachweis sind hier spätere, zum Teil nach der Christianisierung verfasste Quellen (Edda), welche die im Brauchtum tief verwurzelten Erinnerungen an die heidnische vorchristliche Zeit und deren religiöse Riten und Mythologien reflektieren. Zudem ist in den isländisch-eddischen Schriften des Hochmittelalters der Einfluss der Christianisierung und sowohl christlicher als auch griechisch-römischer Vorstellungen auch und gerade bei der Darstellung Odins zu erkennen. Otto Höfler stellte auf Grundlage der disparaten Quellensituation zu Odin/Wodan fest, dass man diesen nicht zu einem einheitlichen anthropomorphen, menschengestaltigen Charakterbild zusammenfassen kann, jedoch lässt sich über die Epoche des germanischen Paganismus hinweg ein einheitlicher Kulttypus feststellen. Dieser manifestiert sich, wie in der etymologischen Deutung kurz umrissen, folgend:
- die Beziehung zur Ekstase
- der Bezug zu den Toten beziehungsweise Totenkult
- die Verwandlungsfähigkeit
- kriegerische, vegetative und dämonische Züge

## Wodan in der westgermanischen Überlieferung
Wodan ist der bestbezeugte Gott bei den germanischen Stämmen und Völkern der Wanderungszeit. Berücksichtigt werden muss bei dieser Aussage die generell schlechte primäre Quellenlage:
- Süddeutschland, Österreich und Norditaliën:
  - Die Bügelfibel von Nordendorf (Mitte des sechsten Jahrhunderts) nennt die Götter Wodan und Wigiþonar.
  - Ein weiteres Zeugnis berichtet von den irischen Missionaren Kolumban und Gallus (um 600), die bei Bregenz eine Gruppe vom Stamm der Sueben antrafen, die dabei waren, dem Wodan ein Bieropfer darzubringen.
  - Der langobardische Gelehrte Paulus Diaconus erzählt eine Sage, wie Frea ihren Mann Wodan überlistete.
- Mitteldeutschland und Tschechien:
  - Im zweiten Merseburger Zauberspruch erscheint Wodan als geschickter Magier, der das verletzte Pferd des Balder heilte.
  - Der sagenhafte Berggeist Altvater im Altvatergebirge trägt deutliche Züge des Wodan.[40]
- Norddeutschland und England:
  - Das sächsische Taufgelöbnis nennt in dieser Reihenfolge die Götter Donar, Wodan und Saxnot.
  - Im Neunkräutersegen wird Woden namentlich angeführt und erscheint dort als möglicher Runenzauberer. Sein Name ist des Weiteren Bestandteil zahlreicher angelsächsischer Ortsnamen.

## Odin in der nordischen Mythologie

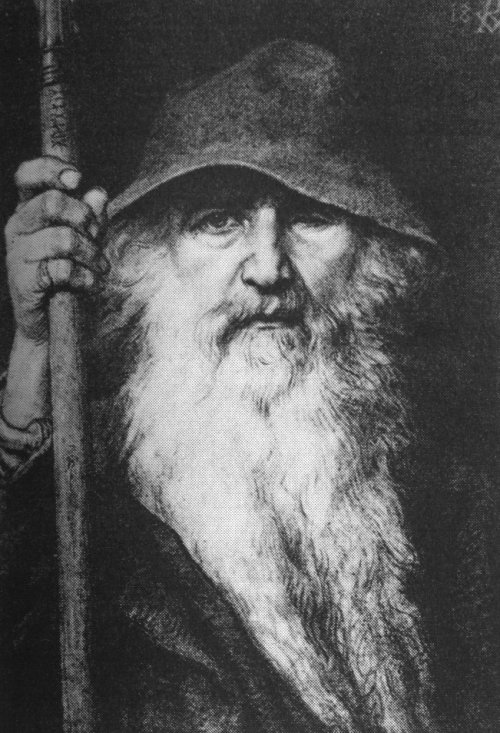
Odin als Wanderer gemäß seiner Beschreibung in den isländischen Texten, Illustration aus einer schwedischen Ausgabe der Edda von 1886

Odin ist eine der komplexesten Gestalten in der nordischen Mythologie. Kennzeichnend sind in den altnordisch-isländischen mythologischen Schriften die zahlreichen Beinamen, die ihn charakterisieren (vgl. Liste der Beinamen Odins).

### Zusammenfassung aus derLieder-undProsa-Edda
Aus den salzbereiften Steinen leckte die Kuh Audhumbla den Riesen Bure; dieser bekam einen Sohn, Börr, der sich mit der Riesentochter Bestla vermählte und mit ihr Odin, Vili und Vé zeugte. Die letzteren beiden verlieren sich weitestgehend aus der Asengeschichte, werden selten erwähnt und in erster Linie auf eine Stellvertreterfunktion ihres Bruders eingeschränkt; Odin aber waltet mächtig, schöpferisch, durch alle Zeiten hindurch, bis zum Weltenbrand – dem Götterschicksal Ragnarök. Die erste Tat der drei vereinten Brüder war, dass sie gegen den Riesen Ymir auszogen, ihn erschlugen und aus seinem Leichnam die Welt bildeten. Die Welt war von Ymirs Blut überschwemmt, und es retteten sich nur ein Paar, der Riese Bergelmir und seine Frau. Nachdem die Erde gebildet war, bestand sie aus zwei Teilen: der eine nur aus Feuer (Muspellsheim) und der andere nur aus Eis (Niflheim); dazwischen befand sich die Schlucht, Ymirs Grab. Odin bevölkerte die Erde, indem er ein Menschenpaar, Ask und Embla, erschuf. Allein das Riesengeschlecht pflanzte sich gleichfalls fort, und so war von Anfang an der Streit zwischen dem Guten und dem Bösen gelegt, in dem auch Odin selbst untergeht, da er nur ein endlicher Gott ist.

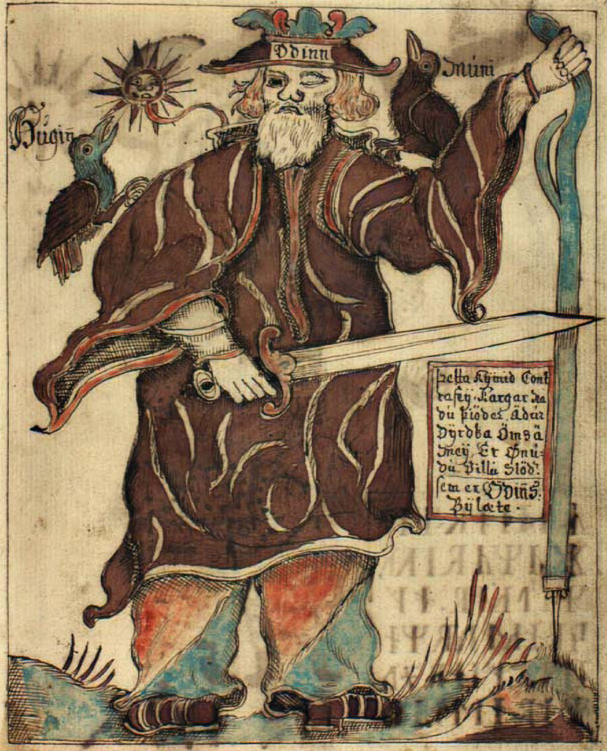
Odin mit den Raben Hugin und Munin, Schwert und Lanze (?), Illustration von Ólafur Brynjúlfsson

Odin ist überaus weise. Sein Wissen verdankt er zwei Raben, Hugin und Munin, die auf seinen Schultern sitzen und ihm alles erzählen, was auf der Welt geschieht, weshalb er auch der Rabengott heißt; ferner bezieht er sein Wissen aus einem Trunk von Mimirs Brunnen, wofür er ein Auge verlor; daher wird er auch der Einäugige genannt. Den köstlichen Skaldenmet wusste er sich durch seine List und männliche Schönheit von Gunnlöd zu verschaffen, ist daher auch Dichterkönig und führt den Beinamen Liodasmieder (Liedermacher, Verseschmieder).
Odins Gattinnen und Geliebte sind: Jörd (Mutter des Thor), Rind (Mutter des Wali), die Asenkönigin Frigg (Mutter des Balder), Grid (Mutter des Vidar), neun reine Riesenjungfrauen von unendlicher Schönheit, die alle neun am Meeresstrand schlafend, zugleich Mütter des Heimdall wurden; Skadi, früher Njörds Gattin (von O. Mutter des Säming und vieler anderer Söhne), Gritha (Mutter Skiolds); ferner erfreute ihn mit ihrer Gunst die Riesentochter Gunnlöd. Über die Mütter von Odins Söhnen Hödur, Bragi und Hermodr gibt es keine Quellen. Ob sie Söhne der Frigg oder anderer Mütter sind, bleibt somit reine Vermutung. Als Tyrs Vater geben die Überlieferungen sowohl Odin als auch Hymir an.
Odin wohnt in Asgard, wo er zwei Paläste hat: Walaskialf und Gladsheim mit Walhall. Von dem ersten vermag er die ganze Welt zu überschauen; der zweite ist zu den Versammlungen des Götterrats bestimmt; darin befindet sich die Halle, in der sich um ihn alle Helden der Erde sammeln, um mit ihm gegen die den Weltuntergang herbeiführenden Mächte zu kämpfen. Diese Helden heißen Einherjer, werden auf dem Schlachtfeld (Walstatt) von den Walküren mit einem Kuss zum Festmahl Odins eingeladen und erwarten dort unter fortwährendem Festgelage und Kämpfen das Schicksal der Götter (Ragnarök).
Selbst ein Freund des Zechens und der Schlachten, lässt Odin sich stets von zwei Walküren, Rista und Mista, mit goldenen Pokalen bedienen und kämpft mit den Einherjern auf seinem achtfüßigen Ross mit einem nie das Ziel verfehlenden Speer Gungnir; doch helfen ihm weder seine Helden noch seine Waffen: Der Weltuntergang bringt auch ihm den Tod. Yggdrasil, die Weltenesche, ist ein Sinnbild der Unsterblichkeit. Durch Odins Selbstopfer wird Yggdrasil zum Opferbaum, da Odin sich selbst am Baum aufhängt, um das geheime Wissen bei den Wurzeln Yggdrasils zu erlangen.

### Odins Selbstopfer
Odin ist beharrlich auf der Suche nach Weisheit. Er gibt ein Auge als Pfand gegen einen Schluck aus Mimirs Brunnen, um seherische Kräfte zu bekommen. Er raubt von der Riesin Gunnlöd den Skaldenmet Odrörir und bringt ihn in Adlergestalt zu den Göttern. Nach der Überlieferung beneidete Odin die Nornen um ihre Fähigkeit, Runen zu schreiben. Da sich die Runen nur den „Würdigen“ offenbaren, hängt sich Odin am eigenen Speer an den Weltenbaum Yggdrasil. Er hängt dort für neun Tage und Nächte („Vom Speer verwundet, dem Odin geweiht, mir selber ich selbst, am Ast des Baums, dem man nicht ansehen kann, aus welcher Wurzel er spross“; aus Odins Runenlied 138), bis ihm die Runen erscheinen (Odins Runenlied in der Hávamál der Lieder-Edda).

### Magische Artefakte und Begleiter

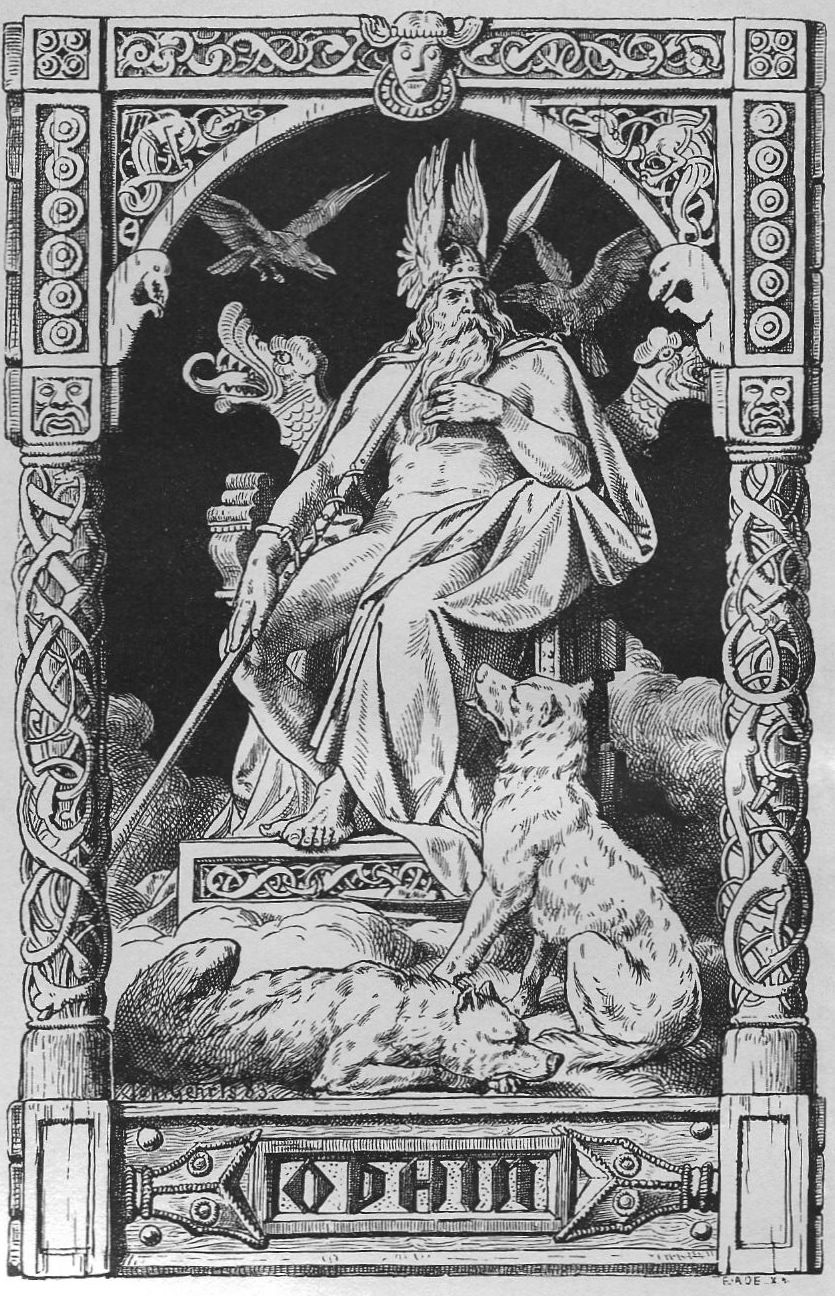
Odin auf einem Thron, seinen Speer in Händen, flankiert von den Raben Hugin und Munin und den Wölfen Geri und Freki, Holzschnitt von Johannes Gehrts aus Walhall. Germanische Götter- und Heldensagen. Für Alt und Jung am deutschen Herd erzählt (1883) von Felix und Therese Dahn

Odin reitet jeden Morgen auf seinem achtbeinigen Ross Sleipnir und mit seinen beiden treuen Raben Hugin und Munin („Gedanke“ und „Erinnerung“) über den Morgenhimmel und erkundet die Welt. Seine Wölfe Geri und Freki („Gierig“ und „Gefräßig“) helfen ihm bei der Jagd. Er besitzt den goldenen Zwergen-Ring Draupnir und den Speer Gungnir, mit dem er den ersten Krieg in die Welt brachte, als er ihn ins Heer der Wanen warf. Weiterhin hat er den abgetrennten Kopf des Riesen Mimir, der die Zukunft vorhersagen kann. Von seinem Thron Hlidskialf aus (er steht in Valaskjalf; siehe auch: Sökkvabekk oder Gladsheim) kann Odin alles sehen, was sich in der Welt ereignet. Odin trägt einen Wunschmantel, der ihn an die Orte bringt, an denen er sich aufhalten will, und mit dem er sich unsichtbar machen kann.

## Brauchtum
Im Volksglauben hat sich bis in die Neuzeit die Vorstellung erhalten, dass Wodan zur Zeit der Herbststürme in der Wilden Jagd (dänisch Odins jagt, schwedisch Odensjakt, altnordisch auch Asgardareid) mitsamt dem Heer der Verstorbenen durch den Himmel bewegt. Neben Odin soll auch Frigg an der Wilden Jagd teilhaben. Wodan als der Herr der Toten und Stürme (hier besonders der Herbststürme) kam bei den heidnischen Herbstfesten eine besondere Rolle zu. Im altsächsischen Siedlungs- und Sprachgebiet hält sich vereinzelt bis heute (zum Beispiel in Ostwestfalen) der Brauch, dem alten Gott bei der Ernte Dankopfer darzubringen. Dies kann eine nicht gemähte Ecke des Feldes sein, die stehen gelassen wird, um gleichsam durch das Zurückerstatten eines Teils der Ernte um Segen für das nächste Jahr zu bitten, oder wie bis ins 16. Jahrhundert der Brauch, „Woden“ zu Ehren Bier als Trankopfer auszugießen und Tänze aufzuführen.
Jacob Grimm zeigte, dass besonders Erntesprüche und damit verbundene Segenssprüche in diesem Sinn auf Wodan Bezug nahmen. Vor allem in den ehemaligen sächsischen Gebieten, dem heutigen Niedersachsen und Westfalen, aber auch den sächsischen Siedlungsgebieten in England, wo der Wodanskult tief in den Stammessagen verwurzelt war und auf das tradierte Brauchtum bis in die Gegenwart abstrahlt. Grimm führte z. B. aus den mecklenburgischen und besonders aus dem schaumburg-lippischen Landen folgende Erntesprüche in den jeweiligen niederdeutschen Dialekten an:
Mecklenburg:

„Wode, Wode,

hal dinen rosse nu voder,

nu distel un dorn,

ächter jar beter korn!“

„Wode, Wode,

hole deinem Rosse nun Futter,

nun Distel und Dorn,

nächstes Jahr besser Korn!“

Schaumburg:

„Wôld, Wôld, Wôld!

hävenhüne weit wat schüt,

jümm hei dal van häven süt.

vulle kruken un sangen hät hei,

upen holte wässt manigerlei:

hei is nig barn un wert nig old.

Wôld, Wôld, Wôld!“

„Wold, Wold, Wold!

Himmelshüne weiß was geschieht,

immer vom Himmel er herunter sieht,

Volle Krüge und Garben hat er,

im Walde wächst mancherlei:

Er ist nicht geboren und wird nicht alt.

Wold, Wold, Wold!“

Geistliche, die sich bis ins 19. Jahrhundert an solchen Riten beteiligten, erhielten Getreideopfer zum Schutz der Feldfrucht von den Bauern. Auch bei Schlachtungen gab es ähnliche Riten. So wurden Gebärmutter und Scheide einer geschlachteten Sau als Dankopfer, „die Wood“, in das Geäst eines Baumes geworfen, damit Krähen und Raben, Wodans ständige Begleiter, sich daran gütlich tun konnten.
Auf einer Synode im Jahr 813 ließ der Frankenkönig Ludwig der Fromme, Sohn Karls des Großen, den Michaelstag in die Woche des Festes für Wodan legen. Die zahlreichen Michaelskapellen in Norddeutschland weisen auf vermutete vorherige Wodansheiligtümer oder andere Kultplätze hin. Daneben deuten Funde von Weihesteinen auf den Bezug zwischen Wodan und St. Michael hin. So wurden auf dem „Michelsberg“, der ein Vorberg des Heiligenbergs bei Heidelberg ist, Weihesteine gefunden, welche die Inschrift „Mercurius Cimbrianus“ bzw. „Mercurius Cimbrius“ tragen, und somit auf alte Wodanskultstätten hinweisen, die zu christlichen Zwecken umgewandelt wurden. In der Regel wurde auch durch die Errichtung von Kapellen vor Ort die christliche Inanspruchnahme ausgedrückt. Im selben Zeitraum setzte eine deutliche Dämonisierung seitens der christlichen Missionare ein, wie beispielsweise im Wortlaut des sächsischen Taufgelöbnisses nachzuvollziehen ist. Dies war im Falle Wodans insofern naheliegend, als der schamanische Grundzug des Gottes in der religiösen Praxis der frühen Deutschen noch alltäglich gegenwärtig war. Zusätzlich wurde dem aus christlicher Sicht machtlosen Wodan der Heerführer Christus oder der heldenhafte Erzengel Michael, der den Drachen besiegt, gegenübergestellt.

## Moderne Rezeption
Das vorgeschlagene Archaeenphylum „Odinarchaeota“ aus der Gruppe der Asgard-Archaeen soll nach Odin benannt werden.